# 缶詰爆弾
缶詰爆弾（かんづめばくだん、英: tin bomb）は、缶詰を模した爆弾。

## 実例
旧日本軍が登戸研究所で作製した。大型ブリキ缶から小型缶までいくつかの大きさがあり、珈琲缶、菓子缶に偽装し、破壊用・殺傷用・自決用などの用途によって複数種類が製作された。
ナチス・ドイツもカスレー（フランスの煮込み料理）やスモモのシロップ漬けの缶詰を使った爆弾を計画していたという。
なお、沖縄戦では物資不足により竹筒で作った爆弾が知られているが、空き缶のものも発見されている。